# Jean-Edouard Verneau
Jean-Edouard Verneau, francoski general, * 1890, † 1944.